# Mentasta Lake
Mentasta Lake is een plaats (census-designated place) in de Amerikaanse staat Alaska, en valt bestuurlijk gezien onder Valdez-Cordova Census Area.

## Demografie
Bij de volkstelling in 2000 werd het aantal inwoners vastgesteld op 142.

## Geografie
Volgens het United States Census Bureau beslaat de plaats een oppervlakte van
790,1 km², waarvan 784,9 km² land en 5,2 km² water.

## Plaatsen in de nabije omgeving
De onderstaande figuur toont nabijgelegen plaatsen in een straal van 72 km rond Mentasta Lake.